# Atheta marcescens
Atheta marcescens är en skalbaggsart som beskrevs av Thomas Casey 1911. Atheta marcescens ingår i släktet Atheta och familjen kortvingar. Inga underarter finns listade i Catalogue of Life.